# زندگی لری و لری و استیو
زندگی لری (به انگلیسی: The Life of Larry) و لری و استیو (به انگلیسی: Larry & Steve) نام دو فیلم کوتاه می‌باشد که توسط ست مک‌فارلن ساخته شده‌است. او این دو فیلم را در زمان دانشجویی‌اش ساخت و نهایتاً منجر به خلق مرد خانواده شد.